# محطة كهرباء السلطان اسماعيل
محطة كهرباء السلطان إسماعيل هي أكبر محطة لتوليد الطاقة بتوربينات الغاز في ماليزيا في باكا، منطقة دونجون، تيرينجانو. إنها أول محطة طاقة تعمل بالغاز في ماليزيا. تولد 1136 ميغاواط من الكهرباء. المحطة هي الأولى ولا تزال أكبر محطة لهذا النوع من الدورة المركبة في تيناغا ناسيونال . بقدرة 1150 ميجاوات، تعد ثاني أكبر محطة للطاقة بعد محطة بورت كلانج للطاقة. تستخدم المحطة الغاز الطبيعي كوقود رئيسي. يتم توفير الغاز من قبل شركة بتروناس من مصنع معالجة الغاز القريب، المرتبط بمشروع استخدام غاز شبه الجزيرة.

## تاريخه
تم الإعلان عن خطط بناء محطة الطاقة المستخدمة لتوليد الكهرباء لولاية كلنتن وترينجانو وفهنج، في عام 1979، وبدأ البناء في أواخر عام 1983. تم الانتهاء من المحطة في عام 1987 وافتتحت رسميا في عام 1988 من قبل السلطان المرحوم محمود المكتفي بالله شاه من تيرينجانو.

## نوع محطة الطاقة
هي توربينات النفط والغاز من مصفاة النفط والغاز التابعة لشركة بتروناس في كيرتيه.